# Liste der Monuments historiques in Gouaix
Die Liste der Monuments historiques in Gouaix führt die Monuments historiques in der französischen Gemeinde Gouaix auf.

## Liste der Bauwerke
| Bezeichnung      | Beschreibung | Standort | Kennzeichnung | Schutzstatus | Datum | Bild |
| ---------------- | ------------ | -------- | ------------- | ------------ | ----- | ---- |
| Schloss Flamboin |              | (Lage)   | PA00087010    | Inscrit      | 1932  |      |

## Liste der Objekte

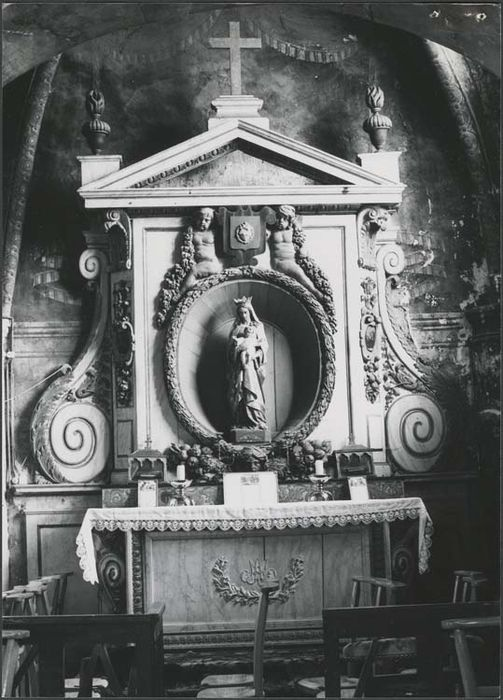
Altar in der Marienkapelle (um 1700) der Kirche St-Savinien

- Monuments historiques (Objekte) in Gouaix in der Base Palissy des französischen Kultusministeriums